# Leichtathletik-Weltmeisterschaften 2017/Teilnehmer (Samoa)
| Gelbes Symbol für Goldmedaillen mit stilisierten Olympischen Ringen | Graues Symbol für Silbermedaillen mit stilisierten Olympischen Ringen | Braundes Symbol für Bronzemedaillen mit stilisierten Olympischen Ringen |
| ------------------------------------------------------------------- | --------------------------------------------------------------------- | ----------------------------------------------------------------------- |
| —                                                                   | —                                                                     | —                                                                       |

Von Samoa wurden zwei Athleten für die Leichtathletik-Weltmeisterschaften 2017 in London nominiert.

## Ergebnisse

### Männer

#### Laufdisziplinen
| Athlet        | Disziplin | Vorlauf | Vorlauf | Halbfinale         | Halbfinale         | Finale             | Finale             |
| Athlet        | Disziplin | Zeit    | Platz   | Zeit               | Platz              | Zeit               | Platz              |
| ------------- | --------- | ------- | ------- | ------------------ | ------------------ | ------------------ | ------------------ |
| Jeremy Dodson | 100 m     | 10,52 s | 42      | ausgeschieden      | ausgeschieden      | ausgeschieden      | ausgeschieden      |
| Jeremy Dodson | 200 m     | 20,81 s | 35      | nicht qualifiziert | nicht qualifiziert | nicht qualifiziert | nicht qualifiziert |

#### Sprung/Wurf
| Athlet    | Disziplin  | Qualifikation | Qualifikation | Finale             | Finale             |
| Athlet    | Disziplin  | Weite/Höhe    | Platz         | Weite/Höhe         | Platz              |
| --------- | ---------- | ------------- | ------------- | ------------------ | ------------------ |
| Alex Rose | Diskuswurf | 61,62 m       | 19            | nicht qualifiziert | nicht qualifiziert |